# Queen Elizabeth Park

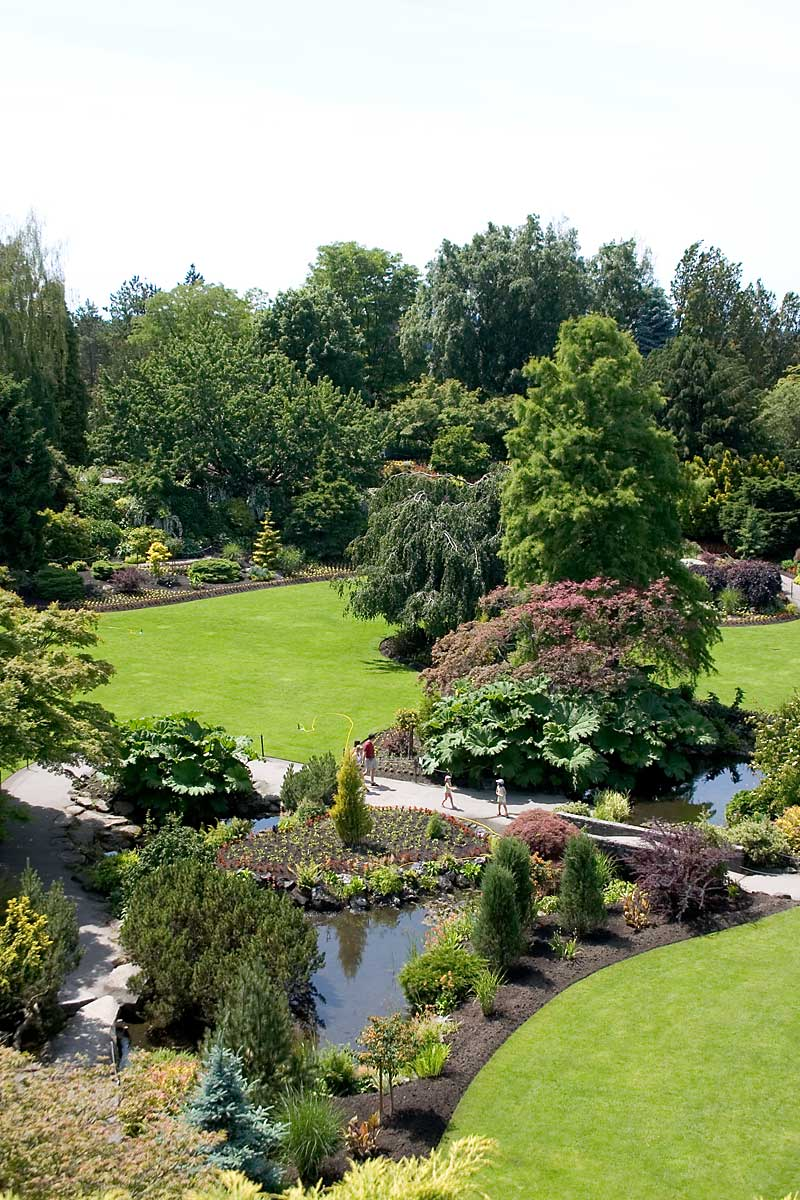
Park královny Alžběty

Park královny Alžběty (anglicky Queen Elizabeth Park) je městský park ve Vancouveru, největším městě Britské Kolumbie, ležící na kopci Little Mountain (dosahujícím nadmořskou výšku 168 metrů). Jeho povrch byl rozrytý, když se ve 20. století využíval jako lom na těžbu kamene pro stavbu prvních cest ve Vancouveru.

## Dějiny parku

Pohled na park

V roce 1930 navrhla BC Tulip Association transformovat lom a vytvořit nový park se zahradami. Do konce desetiletí převzal pozemek budoucího parku Výbor pro správu parků za účelem vytvoření místa pro oddych a rekreační účely. Park byl věnován anglickému králi Jiřímu VI. a jeho manželce, královně Elizabeth Bowes-Lyon, během jejich návštěvy Vancouveru v roce 1939. Díky velkorysým darům od sdružení Canadian Pulp and Paper Association se od té doby zaměstnancům parku podařilo postupně změnit zarostlé svahy kopce na první městské arboretum v Kanadě. Zahrady navrhl zástupce ředitele Výboru pro správu parků, Bill Livingstone. Odhalené byly začátkem 60. let.

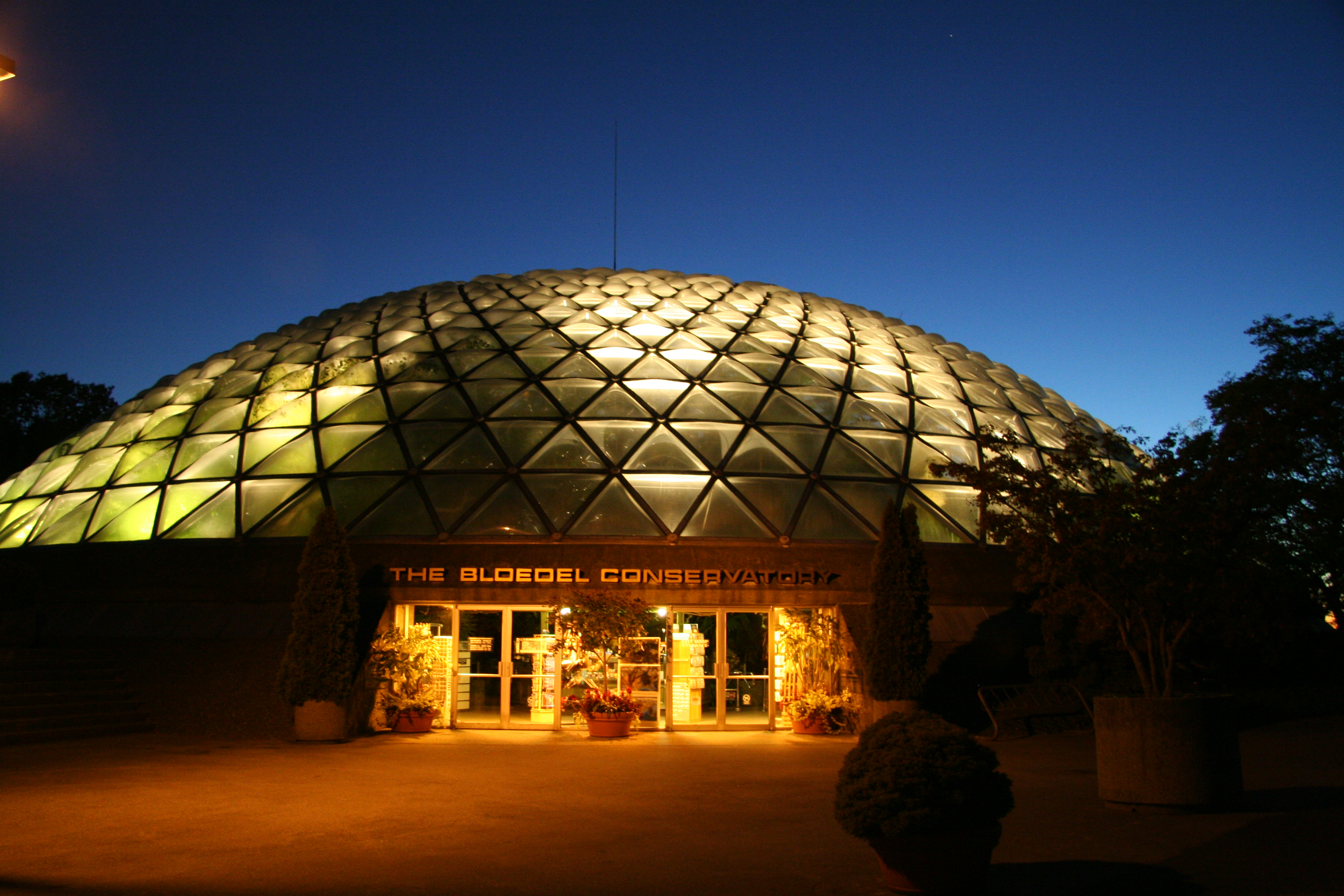
Triodetický dóm Bloedel Floral Conservatory

Suma 1,25 milionu CAD od Prentice Bloedela pokryla náklady na vybudování vodních nádrží a výstavbu prvního geodetického skleníku v krajině obklopeného krytými zdmi, svítícími fontánami a velkolepou sochou Knife Edge - Two Piece od umělce Henryho Moorea. 6. prosince 1969 byl otevřen triodetický dóm Bloedel Floral Conservatory nabízející návštěvníkům velký počet odlišných klimatických zón, velké množství různorodých rostlin a volně poletujícího tropického ptactva.

## Atrakce
Mezi atrakce v parku patří golfové hřiště, na kterém se hraje golf „pitch and putt“, discgolf, tenisové kurty a restaurace.
V parku probíhalo natáčení několika epizod seriálu Stargate SG-1.